# Kingswell

Kingswell est une banlieue de la cité d’Invercargill située tout au sud de l’Île du Sud de la Nouvelle-Zélande .

## Caractéristiques
La banlieue a un taux élevé de dénuement depuis la fermeture de l’usine  d’«  Ocean Beach freezing works» en 1991.

## Démographie
Le secteur de Kingswell couvre 2,67 km2 et a une population estimée à  3 640 habitants en juin 2020 avec une densité de population de 1 363 résidents par km2.
La banlieue de Kingswell avait une population de 3 516 habitants lors du recensement de 2018 en Nouvelle-Zélande, en augmentation de 126 personnes (3,7 %) depuis le recensement de 2013 et une augmentation de 330 personnes (10,4 %) depuis le recensement de 2006. 
Il y avait 1 365 logements. 
On comptait 1 704 hommes et 1 815 femmes, donnant un sexe-ratio de 0,94 homme pour une femme, avec 765 personnes (21,8 %) âgées de moins de 15 ans, 693 personnes (19,7 %) âgées de 15 à 29 ans, 1 569 personnes (44,6 %) âgées de 30 à 64 ans, et 492 personnes (14,0 %) âgées de 65 ans ou plus.
L’ethnicité était pour 82,5 % européens/Pākehā, 22,7 % Māori, 5,9 % personnes du Pacifique, 3,8 % d’origine asiatique et 1,6 % d’une autre ethnicité (le total peut faire plus de 100 % dans la mesure où une personne peut s’identifier à de multiples ethnicités).
La proportion de personnes nées outre-mer était  de 8,8 %, comparée avec les 27,1 % au niveau national.
Bien que certaines personnes objectent à donner leur religion, 56,1 % n’avaient aucune religion, 31,1 % étaient chrétiens, 0,8 % étaient hindouistes, 0,1 % étaient bouddhistes et 2,3 % avaient une autre religion.
Parmi ceux d’au moins 15 ans d’âge , 225 personnes (8,2 %) avaient un niveau de bachelier ou un degré supérieur, et 876 personnes (31,8 %) n’avaient aucune qualification formelle. 
201 personnes (7,3  %) gagnaient plus de 70,000 $  comparées aux  17,2 % au niveau national. 
Le statut d’emploi  de ceux d’au moins 15 ans d’âge était pour 1 422 personnes (51,7  %) un emploi à plein temps , 405 personnes (14,7 %) étaient à temps partiel, et 117 personnes (4,3 %) étaient sans emploi .  
| Nom              | secteur en (km2) | Population | densité (par km2) | logements | âge médian | revenu médian |
| ---------------- | ---------------- | ---------- | ----------------- | --------- | ---------- | ------------- |
| Moulson          | 0.77             | 1,284      | 1668              | 498       | 35,0 ans   | $27,500       |
| Kingswell        | 1.90             | 2232       | 1,175             | 867       | 37,5 ans   | $28,100       |
| Nouvelle-Zélande |                  |            |                   |           | 37,4 ans   | $31,800       |